# Jean Charles de Menezes
Pour les articles homonymes, voir Menezes.
 (mai 2009).
Si vous disposez d'ouvrages ou d'articles de référence ou si vous connaissez des sites web de qualité traitant du thème abordé ici, merci de compléter l'article en donnant les références utiles à sa vérifiabilité et en les liant à la section « Notes et références ».
Jean Charles de Menezes (7 janvier 1978 – 22 juillet 2005) est un électricien brésilien qui vivait à Tulse Hill dans le sud de Londres. Il a été abattu par erreur par Scotland Yard à la station de métro Stockwell – de 7 balles dans la tête – le lendemain des attentats du 21 juillet, alors que la police recherchait activement leurs auteurs.

## Description des événements
Le 22 juillet 2005, la police londonienne recherche les suspects dans les attentats ratés de la veille. Londres a déjà subi 15 jours auparavant des attentats meurtriers dans le métro et dans un bus.

### Localisation
Une carte de membre d'un club de gym, trouvée dans l'un des sacs contenant la bombe qui n'a pas explosé la veille, conduit les enquêteurs à un immeuble de neuf appartements sur Scotia Road à Tulse Hill, dans le district de Lambeth.

### Surveillance
Vers 9 h 30, des officiers de police qui surveillent l'immeuble voient Menezes en sortir. Jean Charles Menezes, un électricien, vit dans l'un des appartements avec deux de ses cousines . Il vient juste de recevoir un appel pour aller réparer une alarme à Kilburn.

### Suivi du suspect et mort
Les policiers le prennent alors en filature. Menezes prend le bus pour se rendre à la station de métro Stockwell (l'agent "Hotel 3" le suit dans le bus). Il se dirige vers la rame à quai et il est instantanément abattu par deux officiers de police alors qu’il est assis dans la rame avec de nombreux passagers autour de lui (17). L'analyse des vidéos de surveillance semble indiquer que Menezes n’a jamais commencé à courir pour attraper le métro qui entrait en gare, bien au contraire, il marchait lentement et il est rentré dans la rame pour s’asseoir tranquillement.

### Ressemblance
Il aurait été confondu avec le suspect Osman Hussain, alias Hamdi Issac, susceptible de commettre un attentat suicide dans le métro londonien. Or, ce dernier est noir, alors que la victime était blanche. Contrairement aux affirmations de Scotland Yard, De Menezes était habillé d'une simple veste en jean et non d'un « large pardessus noir ».

### Version de la police londonienne
Scotland Yard a affirmé à tort qu'il aurait sauté le portillon, puis pris la fuite : les caméras de surveillance montrent qu'il était tout à fait calme et qu'il a passé normalement le portillon, prenant même le temps de se saisir un exemplaire d'un quotidien gratuit. Il a emprunté calmement l'escalier mécanique. S'apercevant que la rame était à l'arrêt, il a couru pour l'attraper. Il a été ensuite atteint par les coups de feu alors qu'un agent de police l'avait déjà maîtrisé et ceinturé. Il a reçu au total 7 balles dans la tête et l'épaule.

## Enquête
Alors que la Independent Police Complaints Commission est sollicitée pour ouvrir le dossier le 22 juillet, ce dossier n'est ouvert que cinq jours plus tard, le 27 juillet.
Le 20 août, Scotland Yard annonce avoir modifié sa procédure d'« autorisation de tuer » ; les détails ne sont pas révélés.
Scotland Yard aurait proposé en 2005 un million de dollars (560 000 £) à la famille de la victime, selon le Daily Mail, mais d'après The Guardian, la somme immédiatement proposée à la famille après la fusillade est de 15 000 £ (22 157 euros), et la somme finale versée en 2009 a été estimée à 100 000 dollars par The Guardian et le Daily Mail, avec également une prise en charge par Scotland Yard des frais de justice de la famille. Ce versement a mis fin à quatre années d'une bataille juridique menée par les proches du défunt,.
L'IPCC (Independent Police Complaints Commission) commença ses investigations le 27 juillet 2005. La première partie de ces investigations constituèrent le rapport "Stockwell I", achevé le 14 mars 2006 et rendu public le 8 novembre 2007.

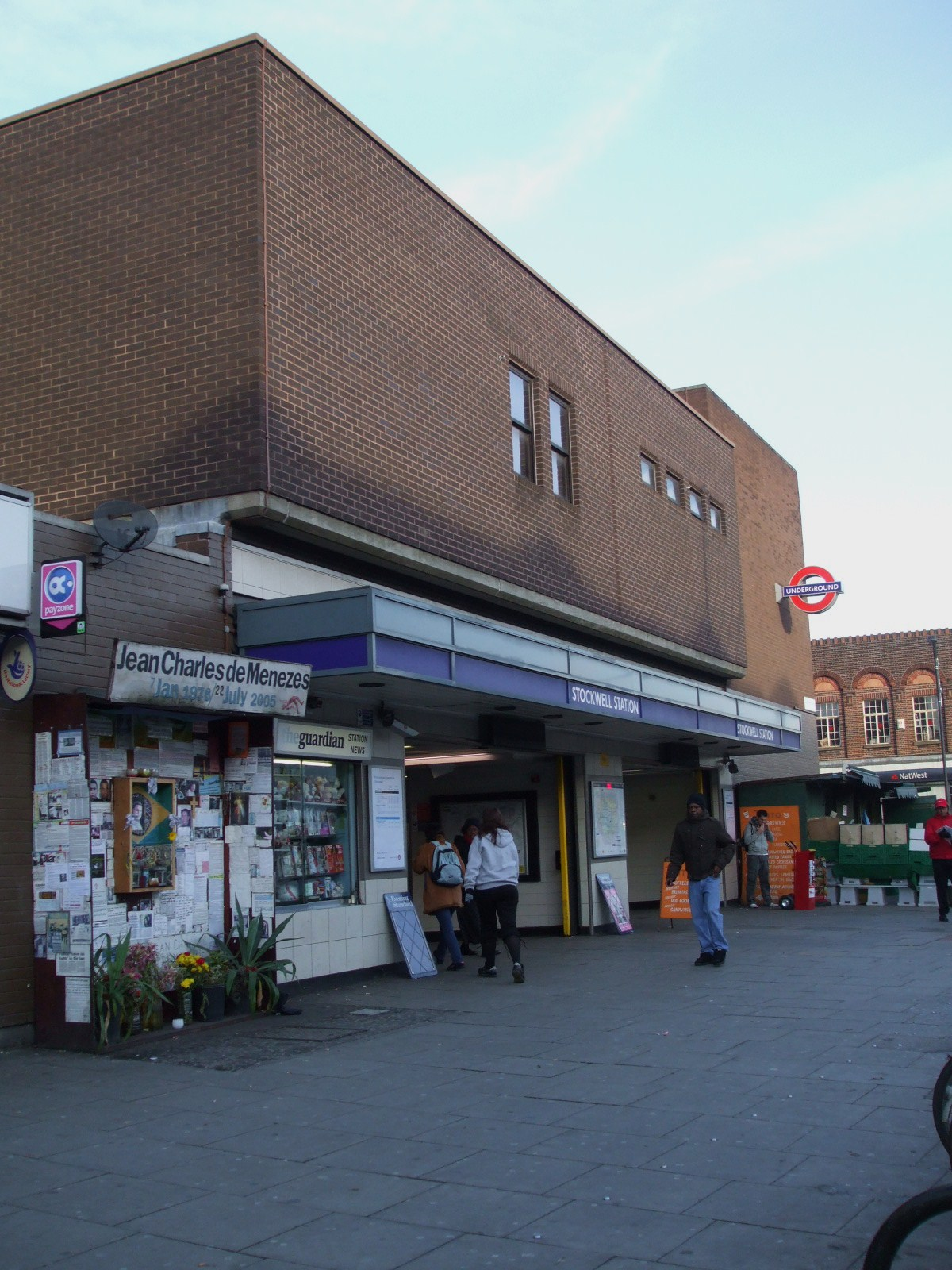
Extérieur de la station Stockwell en décembre 2008 : à gauche, autel improvisé à la mémoire de Jean Charles de Menezes.

Le 30 septembre, le ministère de l'Intérieur britannique publie une lettre que lui avait adressée le chef de la police londonienne deux heures après la mort de Jean Charles de Menezes. Il y apparaît que Sir Ian Blair a voulu bloquer l'enquête indépendante sur la bavure commise par ses hommes. Il réclame en effet une modification de la loi pour éviter d'avoir à témoigner devant la Commission indépendante enquêtant sur les plaintes portées contre la police.
Blair affirme qu'une enquête risque de mettre en péril la vie de policiers en l'obligeant à fournir des informations sur les tactiques de la police et ses sources de renseignements et qu'il était persuadé que l'homme abattu était l'un des auteurs présumés des attentats.
Le premier novembre 2007, un jugement du tribunal de l'Old Bailey a condamné la police à une réparation de 175 000 £ plus 385 000 £ pour les frais, mais aucun officier n'est reconnu personnellement responsable.
En novembre 2009, un accord final établit à 100.000 £ plus frais de défense la réparation concédée par Scotland Yard à la famille de la victime, une compensation inférieure aux attentes qui s'explique par le fait que la famille de la victime était pauvre. En échange, la famille de la victime abandonne toutes ses poursuites judiciaires contre Scotland Yard. L'affaire mène à la démission en 2008 du directeur de Scotland Yard Ian Blair.
Lors de l'enquête, Scotland Yard aurait mené plusieurs campagnes de désinformation visant à discréditer la victime et justifier l'acte des forces de l'ordre.

## Requête auprès de la Cour européenne des droits de l'homme
À la suite de la mort de Jean Charles de Menezes, sa cousine a déposé une requête à la CEDH afin de déterminer si les policiers britanniques auraient dû faire l'objet de poursuites judiciaires ou disciplinaires.
La CEDH a cependant considéré que les policiers avaient tué Jean Charles de Menezes de bonne foi, pensant qu'il s'agissait d'un terroriste.